# Ryszard Szczęsny
Ryszard Zbigniew Szczęsny (ur. 1913 w Częstochowie, zm. 4 grudnia 1940 w Warszawie) – dziennikarz, działacz obozu narodowego (Stronnictwo Narodowe).

## Życiorys

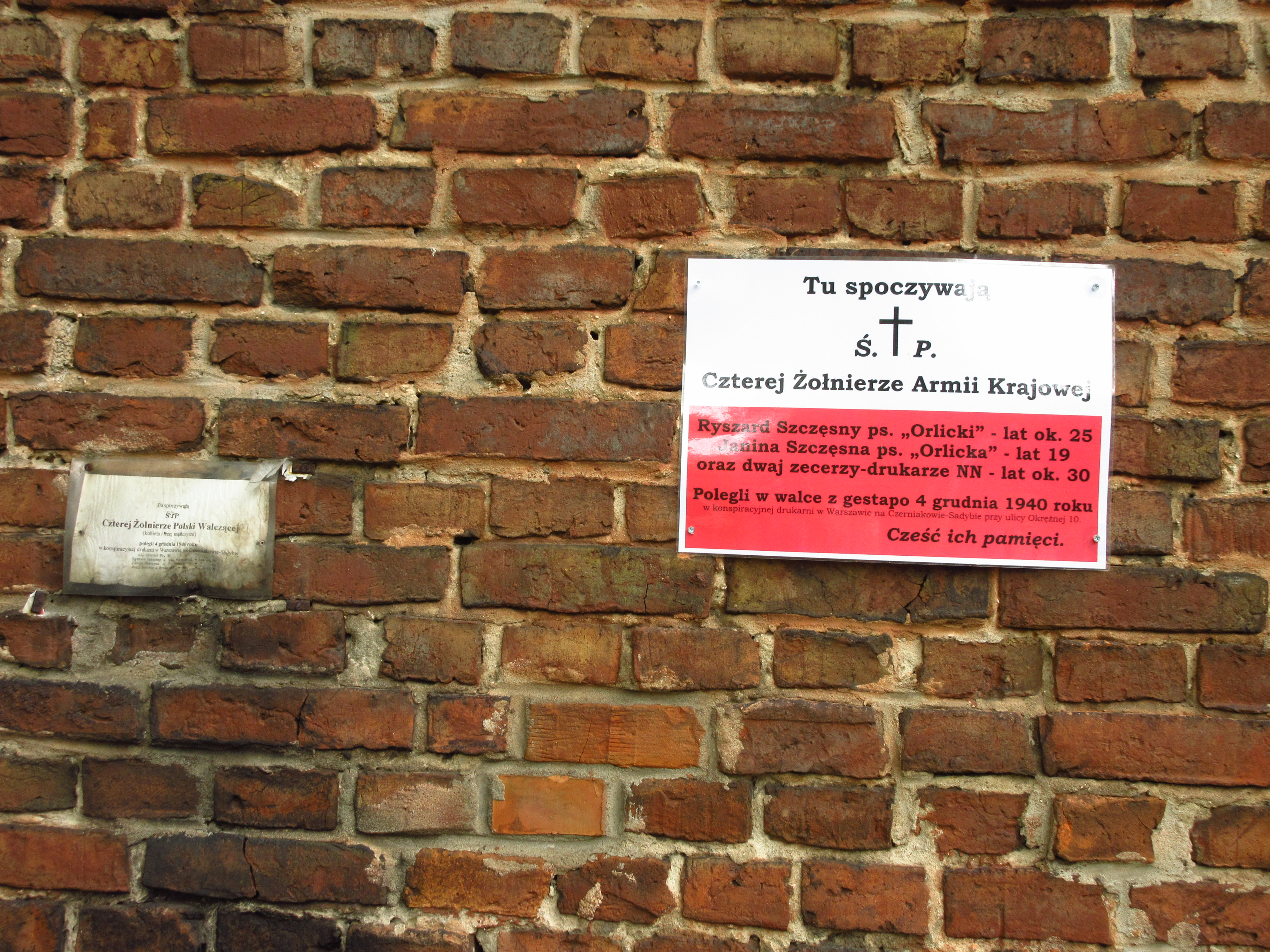
Grób Ryszarda Szczęsnego - oznaczenie na murze cmentarnym.

W 1931 rozpoczął studia na Uniwersytecie Warszawskim, wkrótce zmienił miejsce nauki na Uniwersytecie Poznańskim. Był działaczem Związku Akademickiego Młodzież Wszechpolska oraz pełnił funkcję prezesa działającej na poznańskiej uczelni Bratniej Pomocy. Ze Stronnictwem Narodowym zetknął się w Częstochowie, gdzie doszedł do funkcji kierownika organizacyjnego Zarządu Okręgu. Podczas studiów zaangażował się w działalność Zjednoczenia Zawodowego „Praca Polska”, którego oddział znajdował się w Częstochowie. Jako dziennikarz zaczął pisać dla Gazety Narodowej i ukazującego się przy Kurierze Poznańskim Orędownika. W drugiej połowie 1937 został mianowany kierownikiem propagandy Zarządu Głównego Stronnictwa Narodowego i przeprowadził się do Warszawy. Za działalność narodową był kilkukrotnie sądzony i więziony. Podczas walk w obronie Warszawy został ciężko ranny, po powrocie do zdrowia powrócił do działalności politycznej w Narodowo-Ludowej Organizacji Wojskowej. Gdy organizacja ta rozpoczęła działania zmierzające do współpracy z organizacjami posanacyjnymi powrócił do Stronnictwa Narodowego, przyjęto go w skład wydziału propagandy przy Komendzie Głównej Narodowej Organizacji Wojskowej. Równocześnie został członkiem składu redakcyjnego „Walki” oraz kierownikiem drukarni tego organu konspiracyjnego Stronnictwa Narodowego. Zginął podczas ataku Gestapo na drukarnię. Pochowany na cmentarzu Bródnowskim (kwatera PMW - Przy murze Wincentego - na wprost kwatery 114P).